# 秋田公立美術工芸短期大学
秋田公立美術工芸短期大学（あきたこうりつびじゅつこうげいたんきだいがく、英語: Akita Municipal Junior College Of Arts and Crafts）は、秋田県 秋田市新屋大川町12-3に本部を置いていた日本の公立大学である。1995年に設置され、2015年に廃止された。大学の略称は美短。

## 概観

### 大学全体
- 秋田県 秋田市に所在した日本の公立短期大学で、最終的な設置主体は公立大学法人秋田公立美術大学[注 1]。
- 1995年に芸術系2学科をもって開学[1]、1997年に専攻科を置く。
- 2012年度の入学生を最後に[注釈 1]、短期大学としての使命を終える[3]。

### 教育および研究
- 秋田公立美術工芸短期大学は、秋田という伝統工芸が盛んな土地の特色を生かした教育、2年という短期間ながら広く密度の濃いカリキュラムが特徴とされていた。工芸美術学科では木材工芸、漆工芸、金属工芸（彫金・鋳金）、染織（織・染色）、窯芸（ガラス・陶芸）、絵画の9コースによって構成されている。産業デザイン学科では、コマースメディアデザイン領域、デザインサイエンス領域の2コースにより構成。2006年に現在のコースに改変、それ以前は視覚伝達デザイン、生産デザイン、環境デザインの3コース構成。

### 学風および特色
- セメスター制度を採用していた。
- 少人数教育を実施していた。
- 自己点検・評価システムを採用していた。

## 沿革
- 1952年
  - 5月10日 秋田市立工芸学校が開校する[4]。
- 1975年 - 秋田市立美術工芸専門学校と改称。
- 1994年
  - 12月21日 左記を以て文部省[注 3]より短期大学の設置が認可される[5]。
- 1995年
  - 4月1日 秋田公立美術工芸短期大学が以下の学科体制にて開学する[注 4]。石原英雄が初代学長に就任。
    - 工芸美術学科 入学定員60名
    - 産業デザイン学科 入学定員90名

  - 5月1日 学生数[6]/定員
    - 工芸美術学科 60[注 5]/60
    - 産業デザイン学科 94[注 6]/90
- 1997年
  - 4月1日 専攻科を以下の通り設置[7]。
    - 工芸美術専攻 入学定員10名
    - 産業デザイン専攻 入学定員15名
- 1999年
  - 5月1日 学生数[8]/定員
    - 工芸美術学科 122[注 7]/120
    - 産業デザイン学科 181[注 8]/180
- 2001年 - 石川好が2代目学長に就任。
- 2007年 - 樋田豊次郎が3代目学長に就任。
- 2012年 - 学生募集が最終となる[注釈 1]。
- 2015年
  - 10月30日 - 閉学[3]。

## 基礎データ

### 所在地
- 秋田県秋田市新屋大川町12-3

### 交通アクセス
- JR秋田駅下車。秋田中央交通「710系統 大町経由西部SC」行を利用し、「美術大学前」バス停留所下車。
- JR羽越本線新屋駅下車（徒歩10分程度）

## 教育および研究

### 組織

#### 学科[注 9]
- 工芸美術学科 入学定員60名
  - 木材工芸コース
  - 漆工芸コース
  - 金属工芸コース・彫金
  - 金属工芸コース・鋳金
  - 染織コース・織
  - 染織コース・染色
  - 窯芸コース・ガラス
  - 窯芸コース・陶芸
  - 絵画コース
- 産業デザイン学科 入学定員90名
  - グラフィックデザイン分野
  - 映像デザイン分野
  - パッケージデザイン分野
  - イラストレーション分野
  - 平面構成分野
  - ウェブデザイン分野
  - 建築・インテリアデザイン分野
  - 建築史・意匠分野
  - デザイン計画分野
  - プロダクトデザイン分野
  - 公共デザイン分野

#### 専攻科
- 工芸美術専攻 入学定員10名
- 産業デザイン専攻 入学定員15名

#### 別科
- なし

#### 附属機関
- 大学開放センター「アトリエももさだ」：1997年「第13回市民が選ぶ都市景観賞」を受賞している。
- 秋田公立美術工芸短期大学附属図書館
- 秋田市立新屋図書館：本短大に隣接。

### 研究
- 秋田公立美術工芸短期大学紀要編集委員会 編『秋田公立美術工芸短期大学紀要』[10]

## 学生生活

### 部活動・クラブ活動・サークル活動
- 秋田公立美術工芸短期大学のクラブ活動は、文化系のサークル団体が多いのが特徴で、一部紹介すると以下のものがあった。
  - 体育系：サッカー・バスケットボール・バレーボール・フットサルほか
  - 文化系：版画・写真・映画表現研究ほか

### 学園祭
- 秋田公立美術工芸短期大学の学園祭は「ももさだ祭」と呼ばれていた。

## 大学関係者と組織

### 大学関係者一覧
- 石川好

## 施設

### キャンパス
本短大のキャンパスは、通商産業省より「平成9年度グッド・デザイン施設認定証」、社団法人建築業協会より「第39回建築業協会賞」、社団法人公共建築協会より第7回公共建築賞優秀賞をそれぞれ受賞している。使用施設は以下の通りとなっている。
- 実習棟
- 講義棟
- レストハウス
- コンピューター室
- 体育館ほか

## 対外関係

### 他大学との協定
大学コンソーシアムあきた
秋田県における大学・短期大学および高等専門学校間の単位互換に関する協定書および覚書の締結を行っている。

## 社会との関わり
- 公開講座や高大連携授業が実施されている。

## 卒業後の進路について

### 就職について[11]
- 工芸美術学科：地元一般企業が大半で、建設業や製造業が多い。また、芸術家を目指す人もいる。
- 産業デザイン学科:地元一般企業が大半で、建設業や製造業、地元テレビ局、印刷屋、デザイン事務所が多い傾向にある。

### 編入学・進学実績
- 工芸美術学科：[[北[11]海道東海大学]]・東北芸術工科大学・京都精華大学ほか。
- 産業デザイン学科：千葉大学・東北芸術工科大学・京都造形芸術大学・女子美術大学・成安造形大学・長岡造形大学・武蔵野美術大学ほか

## 附属学校
- 秋田公立美術工芸短期大学附属高等学院…2013年4月より、秋田公立美術大学附属高等学院に改称。

## 四年制大学設置申請について
短大を設置する自治体の一つである秋田市では、平成25年4月を目標に（仮称）「秋田公立美術大学」への移行を計画、文部科学省に設置申請を行い、大学設置・学校法人審議会により2013年4月の認可答申が出されていたが、田中眞紀子文部科学大臣は大学新設を認めない意向を示した。しかし11月8日には、田中眞紀子文部科学大臣が決裁し、文部科学省から翌春の開設を正式に認可した旨の連絡が電話で伝えられた。